# Reponie
Die Reponie (Altablage) ist Teil einer Registratur, meist aber räumlich von dieser getrennt. Hier werden Akten aufbewahrt, die für den laufenden Betrieb nur noch selten oder gar nicht mehr benötigt werden, ebenso Akten, bei denen in der laufenden Registratur das Fassungsvermögen der entsprechenden Aktenordner erschöpft ist.
Für die Akten der Reponie gelten der gleiche Aktenplan und die gleiche Registraturordnung wie für die Akten der laufenden Registratur.
Die Akten werden bis zur endgültigen Archivierung in der Reponie aufbewahrt.